# Cyornis unicolor
El papamoscas azulado (Cyornis unicolor) es una especie de ave paseriforme de la familia Muscicapidae propia del sureste de Asia.

## Descripción
Es superficialmente similar al papamoscas verdín, pero de un azul más claro en las partes superiores, y de tonos grisáceos en las inferiores, de la garganta al bajo vientre. Presenta el lorum negruzco.

## Distribución y hábitat
Se encuentra en el Himalaya oriental, el sudeste asiático, y las islas de Sumatra, Borneo y Java. Su hábitat natural son los bosques húmedos tropicales y subtropicales.